# لانچیا ددرا
لانچیا ددرا (Lancia Dedra) خودرویی است که در سال‌های ۱۹۸۹–۲۰۰۰(به تعداد ۴۱۸،۰۸۴ دستگاه) توسط شرکت لانچیا در ایتالیا تولید شده‌است. طراحی آن خودروهای موتور جلو-محور جلو، خودرو چهار چرخ محرک بوده طول آن در حالت طبیعی ۴٬۳۴۰ میلیمتر (۱۷۰٫۹ اینچ)، عرض آن در حالت طبیعی ۱٬۷۰۰ میلیمتر (۶۶٫۹ اینچ) و ارتفاع آن در حالت طبیعی ۱٬۴۳۰ میلیمتر (۵۶٫۳ اینچ) و وزن آن در حالت طبیعی ۱٬۰۶۰ کیلوگرم (۲٬۳۳۷ پوند) است. سیستم جعبه‌دندهٔ آن ۴ دنده به دو صورت خودکار و دستی است.

## نگارخانه

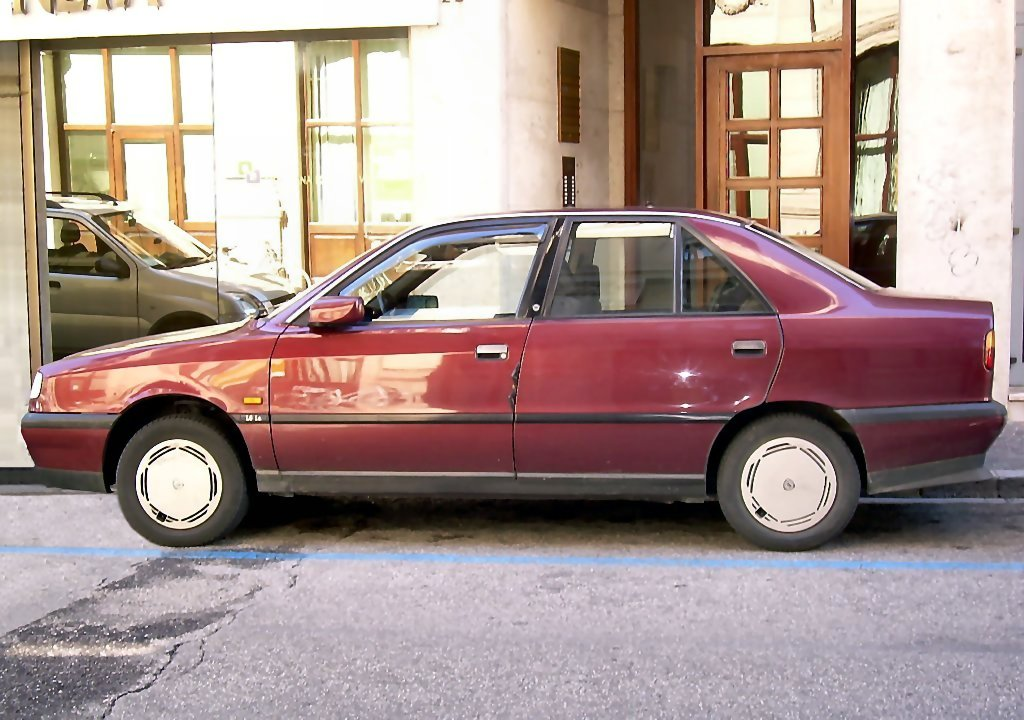
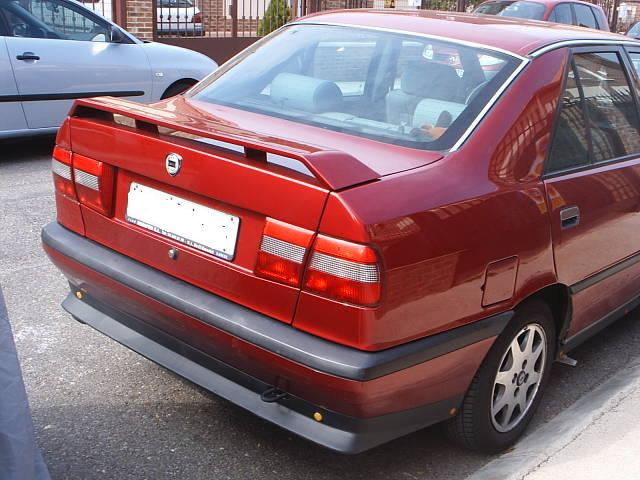
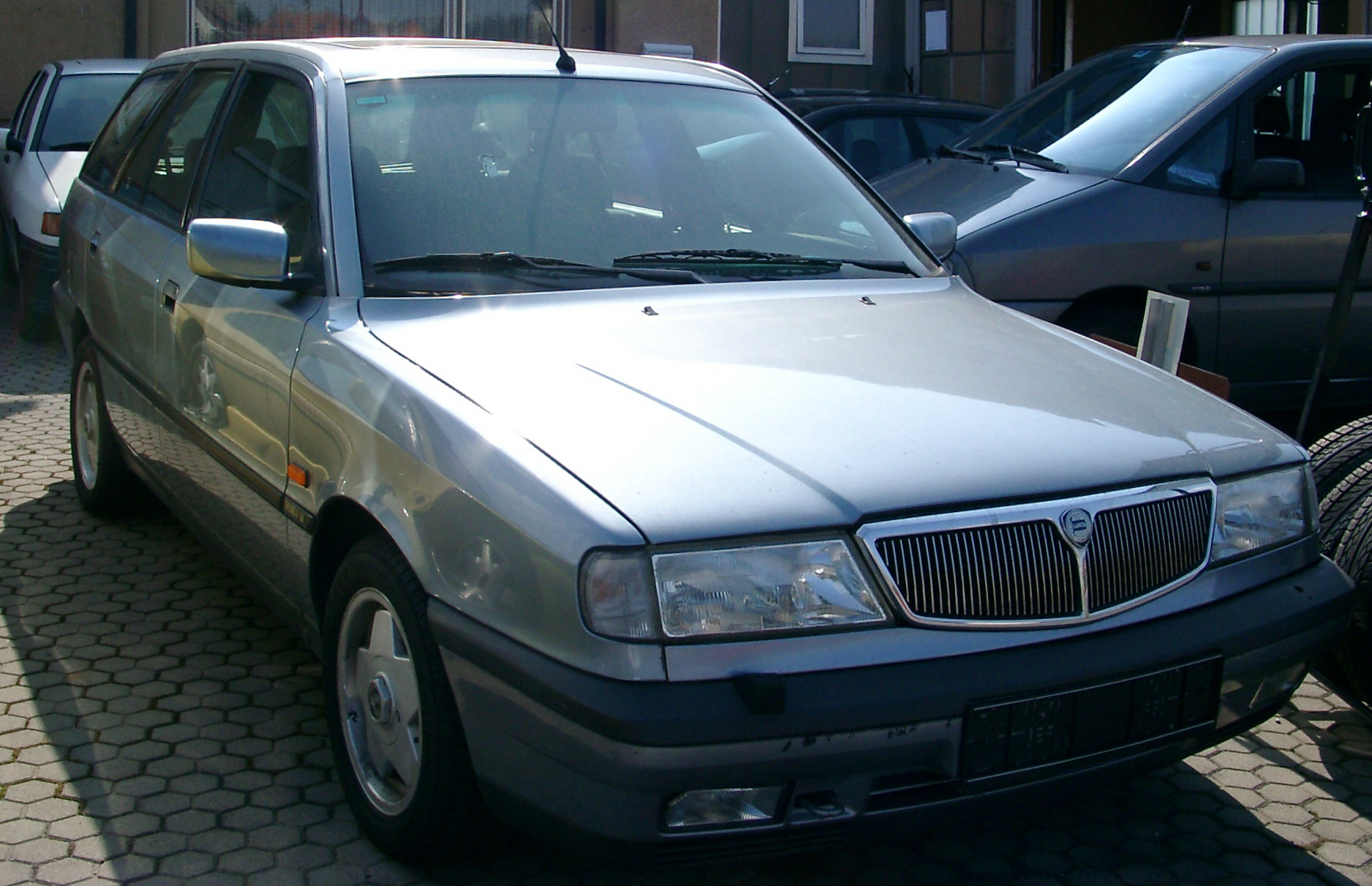
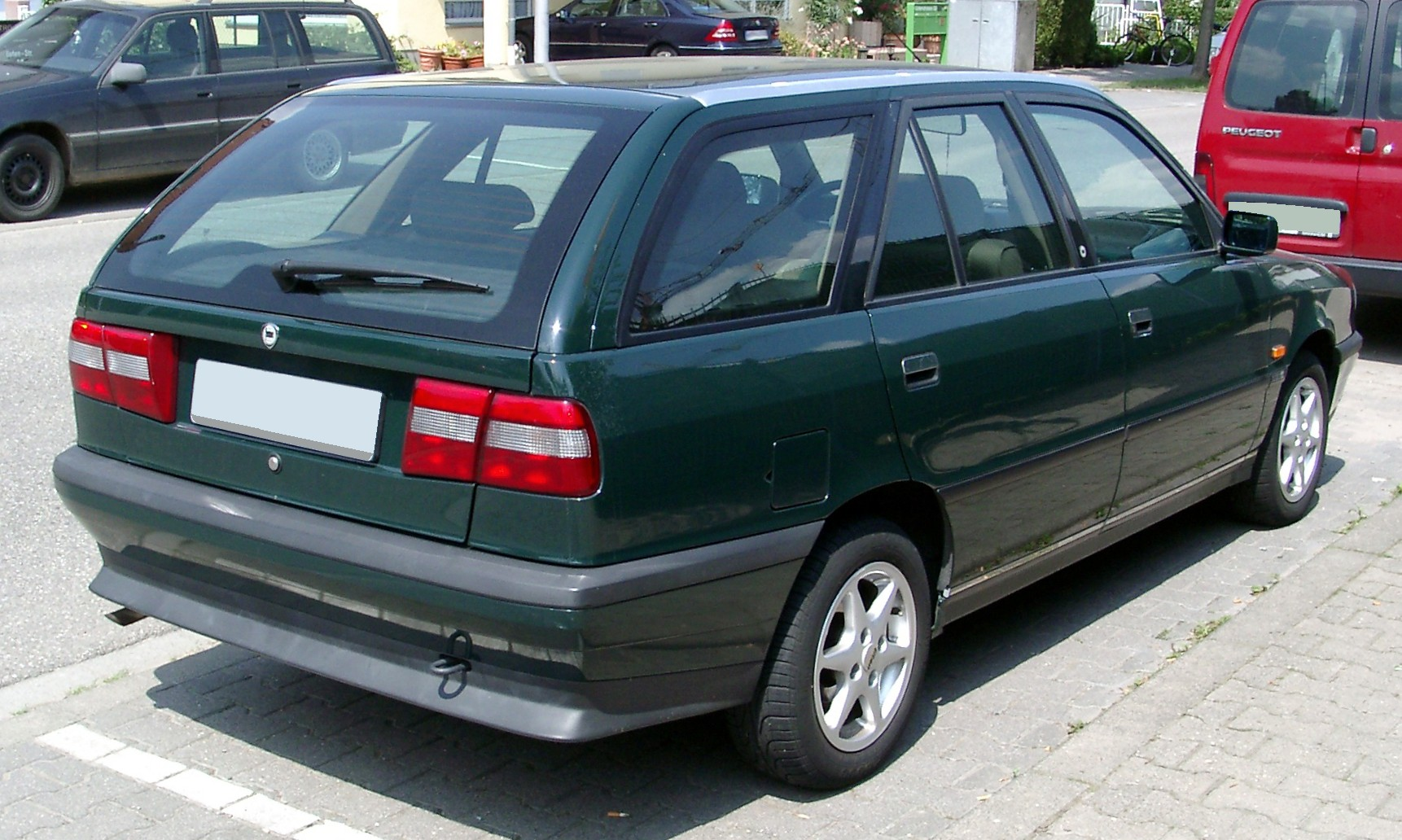
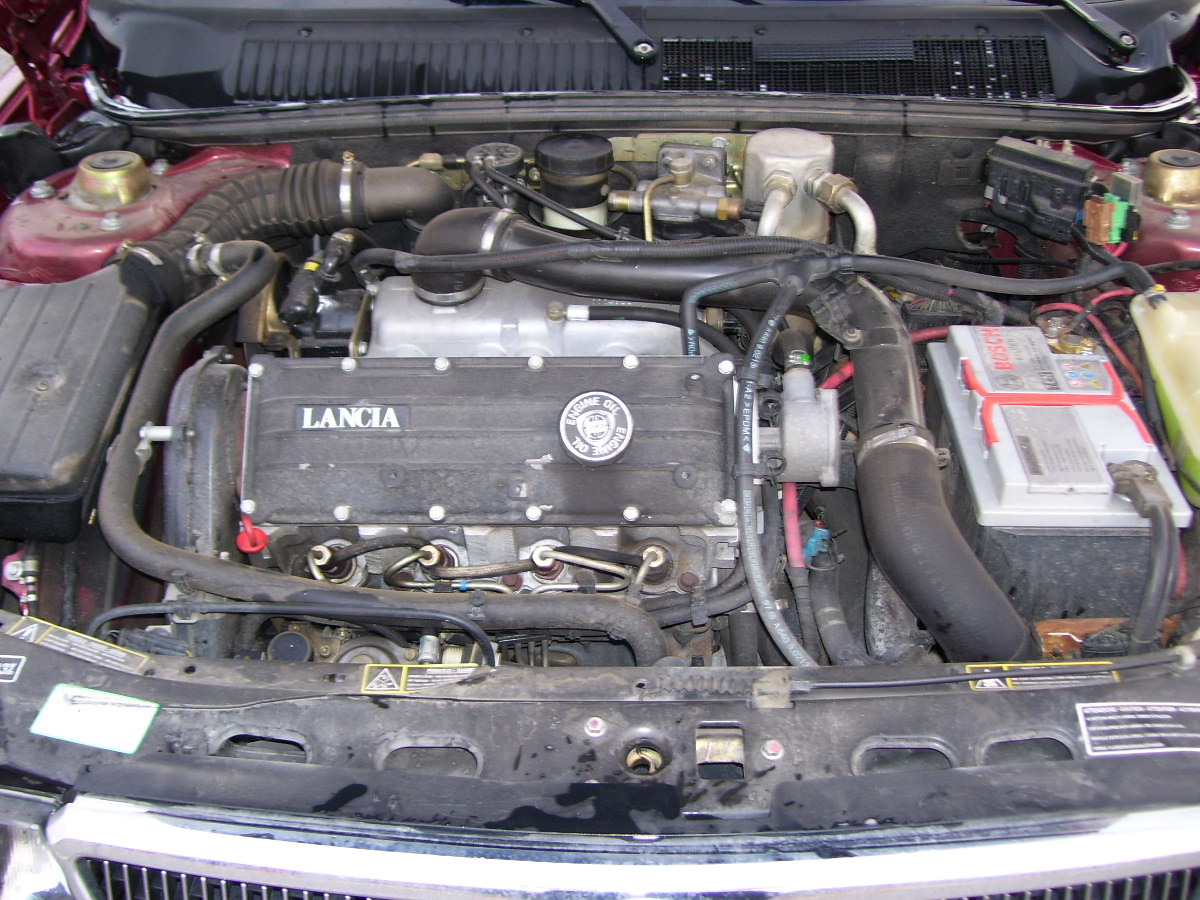
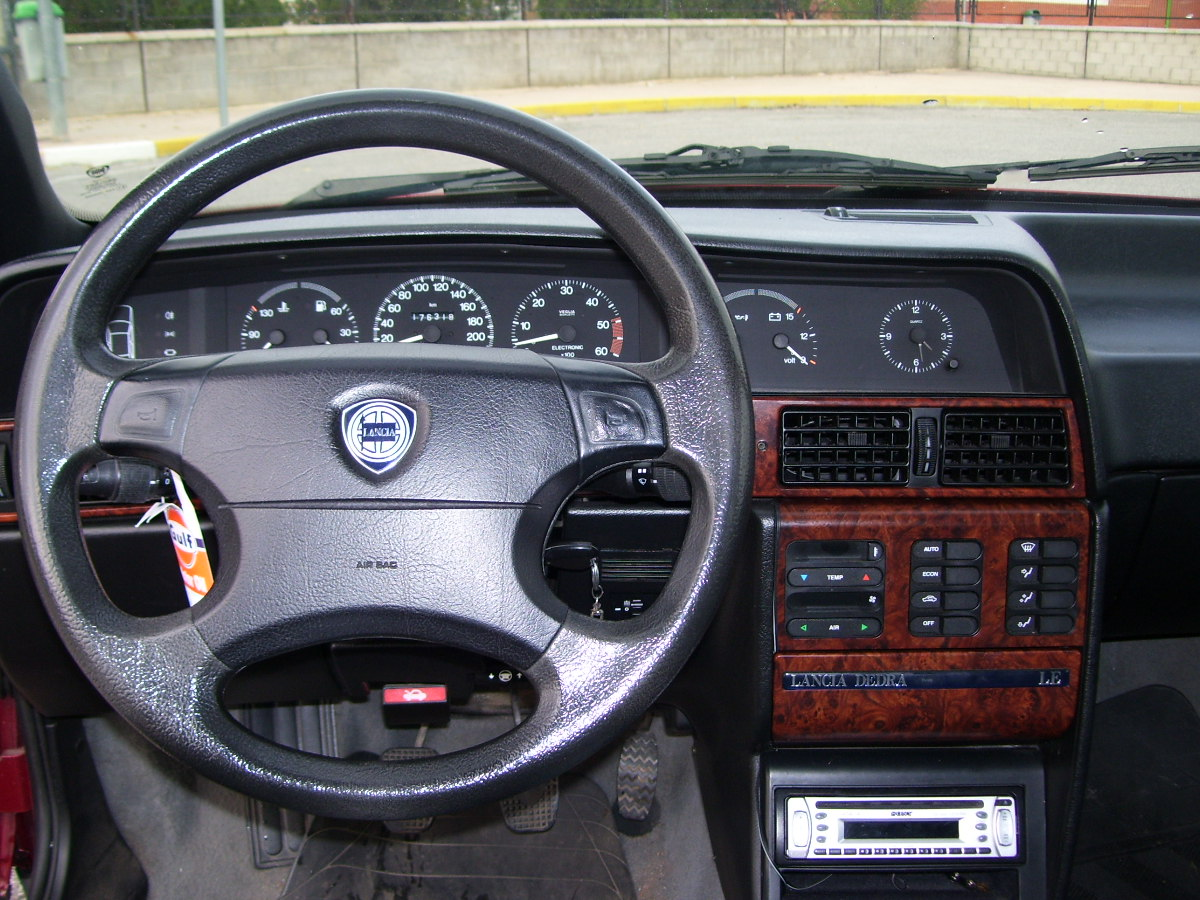
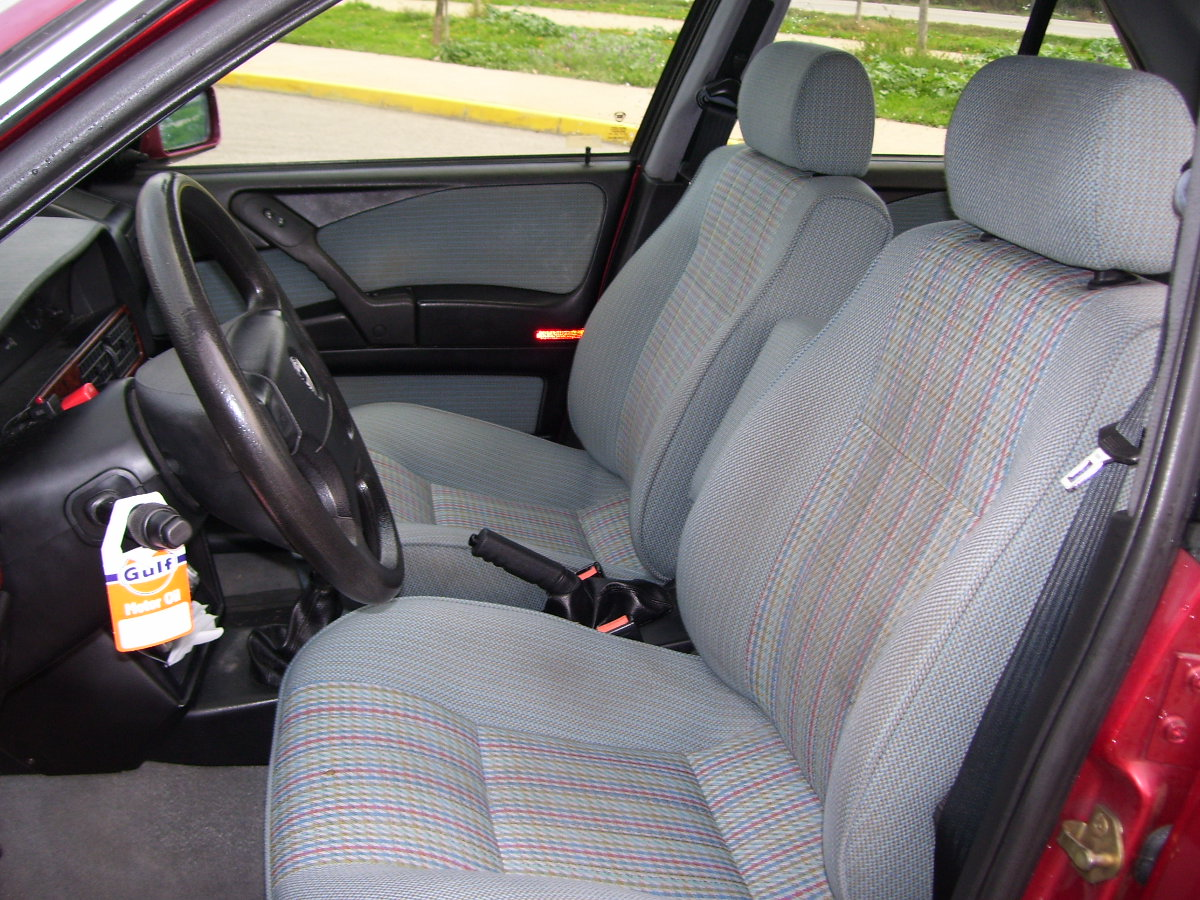
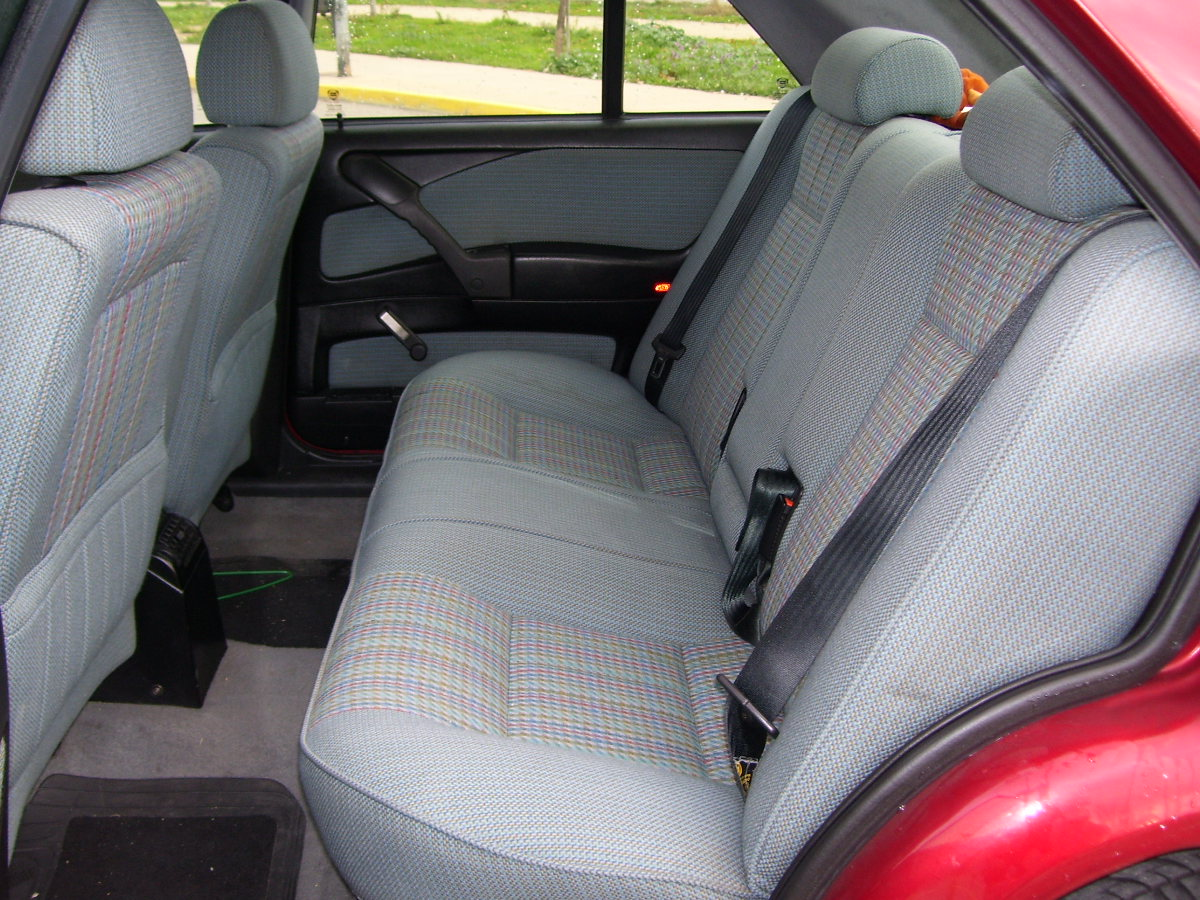